# Giulio Genoino (giurista)
Don Giulio Genoino (Cava de' Tirreni o Napoli, 1567 – Mahón, gennaio 1648) è stato un giurista e presbitero italiano.
Attivo come agitatore politico nella Napoli spagnola già dal 1619, fu insieme a Masaniello, di cui era mentore e consigliere, l'artefice della rivolta popolare del luglio 1647.

## Biografia

### La nomina aeletto del popolo
Discendente da una famiglia di setaioli, dopo aver seguito gli studi di diritto, divenne dottore in legge e nel 1595 entrò nel Collegio dei Dottori di Napoli, si dedicò alla storia della città e scrisse diversi saggi. Nell'aprile 1619 il viceré di Napoli in carica, il duca di Osuna Pedro Téllez-Girón, lo nominò proeletto chiamandolo a rappresentare gli interessi del popolo contro la nobiltà. Il Consiglio Collaterale, temendone la combattività, lo destituì subito dalla carica denunciando l'irregolarità della nomina, poiché il viceré lo aveva nominato senza consultare i procuratori delle ottine. Nel 1620 progettò con il duca di Osuna di rafforzare i ceti umili per arginare le invadenze della nobiltà, e di mettere in discussione il primato del Consiglio Collaterale nell'ordinamento giuridico del regno. Dopo una seconda nomina a proeletto (7 aprile) e a giudice di Vicaria (28 maggio), Genoino divenne eletto del popolo, la massima magistratura popolare. Il Consiglio Collaterale reagì e annullò nuovamente la decisione del viceré, denunciandone l'incompetenza a nominare ministri supremi, e l'incompatibilità tra l'elettato e la carica di giudice.

### La lunga prigionia
Nello stesso anno i nobili riuscirono ad ottenere da Filippo III di Spagna la sostituzione del duca di Osuna con il cardinale Gaspare Borgia. Rimasto inerme senza il suo protettore, Genoino decise di scappare a Marsiglia ma durante il viaggio si ammalò di malaria. Il 24 settembre fu condannato alla fuorgiudica. In seguito fu processato e condannato all'ergastolo per agitazione politica, e incarcerato il 28 ottobre a Madrid per poi essere rilasciato il 20 ottobre 1621. Probabilmente evitò la pena capitale grazie a un provvedimento di clemenza concesso in occasione dell'incoronazione di Filippo IV, succeduto al padre proprio nel 1621, oppure secondo altre fonti denunciando una presunta congiura ordita dal duca di Osuna per diventare re di Napoli. Da questo momento fu spostato in diversi territori sotto il controllo della corona di Spagna, tra cui il Castello di Baia, Capua, Gaeta e la fortezza di Portolongone sull'isola d'Elba. Il 21 ottobre 1622 fu infine spostato nella fortezza di Peñón de Vélez de la Gomera sulla costa del Marocco.
Fu graziato il 12 febbraio 1634, dopo più di tredici anni di prigionia, con l'obbligo di risiedere in Andalusia o in Castiglia. Dopo aver supplicato la fine dell'esilio, tornò a Napoli nel 1638 ormai settuagenario. Rientrato in politica, fu nuovamente osteggiato dal Consiglio Collaterale, che insidiò il suo posto nel Collegio dei Dottori proponendo un suo candidato appoggiato dalla nobiltà. A causa dell'ostilità dei nobili venne quindi nuovamente imprigionato il 2 ottobre 1639 a Castel Nuovo, da dove fu rilasciato nell'aprile 1640. Alla fine di questa lunga odissea di prigionie, Genoino decise di prendere gli ordini minori: essere un ecclesiastico gli avrebbe garantito una certa immunità, proteggendolo dalle insidie dei nobili.

### Lotta alle gabelle
L'incarcerazione di Genoino non aveva fermato i fermenti di rivolta. Nel 1622 il popolo esasperato dalla carestia e dalla forte pressione fiscale (in particolare da una gravosa gabella sulla frutta), si sollevò in una breve sommossa che culminò in un lancio di sassi verso la carrozza del cardinale Antonio Zapata, successore del cardinale Borgia in qualità di luogotenente generale. Dopo sorti alterne, durante i mandati dei successivi viceré inviati dalla Spagna, le condizioni del popolo napoletano rimasero inalterate.
Tornato in politica e deciso a limitare le influenze della coalizione nobiliare-burocratico-mercantile attraverso il rafforzamento del potere statale, il vecchio prete incontrò Cornelio Spinola, console della Repubblica di Genova a Napoli, per progettare la creazione di un monopolio statale della tintura della seta. Il progetto avrebbe dovuto spingere corporazioni artigiane e investitori stranieri a fare causa comune contro le gabelle imposte dalla nobiltà e dal ceto mercantile, le classi da cui dipendevano gli arrendatori (i gabellieri).
La situazione peggiorò a causa della guerra dei trent'anni, conflitto che opponeva l'Impero spagnolo alla Francia e ai ribelli olandesi. L'impegno bellico prosciugò le casse statali spagnole e quindi il peso delle tasse aumentò.
L'11 febbraio 1646 giunse a Napoli il nuovo viceré: Rodrigo Ponce de León, IV duca d'Arcos. Il duca, privo di esperienza, dedito a banchetti e battute di caccia, fu il primo ad essere stupito dalla nomina. Il suo predecessore, Juan Alfonso Enríquez de Cabrera, era stato incaricato da Madrid a reperire un milione di ducati per finanziare lo sforzo bellico. Convinto che la riscossione di una tale somma fosse impossibile, dato il peso già eccessivo delle gabelle sul popolo napoletano, chiese di essere sostituito. Il duca d'Arcos invece, per far fronte alla richiesta, reintrodusse l'onerosa gabella sulla frutta, l'alimento più consumato dai ceti umili del tempo.
In questo clima politico incandescente, Genoino raccolse consensi dal popolo e formò un nutrito gruppo di esponenti del ceto medio scontenti del malgoverno spagnolo. Tra questi c'erano: Francesco Antonio Arpaja, suo vecchio collaboratore; il frate carmelitano Savino Boccardo; Marco Vitale, giovane dottore in legge cavese; e i vari capitani delle ottine e capilazzaro della città. Attraverso Marco Vitale, Genoino fa la conoscenza di un giovane pescivendolo-contrabbandiere del Mercato: Tommaso Aniello d'Amalfi detto Masaniello. Il giovane, appena ventisettenne, era diventato il portavoce del malcontento popolare verso la prepotenza dei gabellieri. Masaniello aveva subito in prima persona le angherie degli esattori, e per la sua irruenza e la considerazione di cui godeva presso i popolani, fu scelto da Genoino come suo braccio armato. Il vecchio giurista, ormai ultraottantenne, decise di servirsi del giovane pescivendolo per realizzare il suo progetto rivoluzionario e allo stesso tempo per tenere sotto controllo le tendenze anarchiche della plebe.

### Ruolo nella rivolta del luglio 1647
Il 30 giugno 1647 don Genoino e fra' Savino si procurarono il denaro per acquistare delle lunghe canne, le armi degli alarbi, i lazzari vestiti da arabi che, guidati da Masaniello, inscenarono un'irriverente sfilata davanti a Palazzo Reale in occasione delle prime celebrazioni per la festa della Madonna del Carmine. La settimana seguente Genoino predicò ai popolani riguardo alla necessità della rivolta, che secondo i discorsi del vecchio prete era l'arma assegnata da Dio al popolo oppresso per ottenere giustizia. Il 6 luglio, la prima delle dieci giornate di rivolta, Genoino dettò gli ultimi ordini ai lazzari che si erano riuniti nei dintorni di Sant'Eligio per sostenere una protesta contro la gabella sulla frutta a piazza del Mercato. La rivolta ebbe successo e nei giorni successivi Masaniello fu nominato dal duca d'Arcos "capitano generale del fedelissimo popolo".
Mentre Masaniello si occupava dell'aspetto militare della rivolta e insisteva sull'abolizione delle gabelle, Genoino era intenzionato ad ottenere dal viceré il riconoscimento di un antico privilegio concesso nel 1517 da Carlo V ai napoletani. Il privilegio, di cui il vecchio prete conosceva l'esistenza per averlo letto durante i suoi studi, era stato ratificato in realtà da Ferdinando il Cattolico al momento della sua investitura a re di Napoli, e avrebbe dovuto stabilire le condizioni del dominio spagnolo sulla città. Il documento prevedeva la stessa rappresentanza per la nobiltà e per il popolo, la facoltà per i popolani di difendersi anche a mano armata dalle prevaricazioni dei nobili, la ripartizione del debito pubblico in parti uguali tra le due classi, e il divieto di introdurre gabelle particolarmente gravose senza il consenso del Papa. Più volte il viceré e i nobili tentarono inutilmente di ingannare l'esperto giurista con dei documenti falsi. I documenti originali gli furono consegnati grazie all'intercessione dell'arcivescovo di Napoli, il cardinale Ascanio Filomarino, che nonostante il distacco richiesto dal suo ruolo si dimostrò un sostenitore della causa dei rivoltosi. L'11 luglio i capitoli del privilegio furono ratificati nella Basilica del Carmine e poi promulgati dal duca d'Arcos il 13 luglio nel Duomo.
Nel frattempo i rapporti con Masaniello erano radilcalmente peggiorati. Il capopopolo era diventato dispotico e ordinò diverse esecuzioni sommarie dei suoi oppositori, anche di quelli verso i quali il suo vecchio mentore aveva chiesto di usare clemenza. Avendo perso ogni controllo sulla ribellione, e convinto che gli eccessi di Masaniello sarebbero stati dannosi per le sue trattative con il viceré, cominciò a tramare con gli spagnoli l'eliminazione del capopopolo. Si adoperò affinché il suo fidato Francesco Antonio Arpaja venisse nominato Eletto del popolo, in modo da controllare il popolo quando tolto dalla scena Masaniello, la situazione politica si sarebbe normalizzata. Secondo la tradizione, che vuole Masaniello drogato durante un banchetto alla reggia e per questo impazzito, fu Genoino a organizzare il piano che prevedeva la caduta in disgrazia, e infine l'omicidio del capopopolo. Il coinvolgimento del prelato nella congiura gli valse, il giorno dopo la fucilazione di Masaniello, le nomine a Presidente Decano della Sommaria e a Presidente del Collegio dei Dottori.
Nei mesi successivi, essendosi compromesso con gli spagnoli, Genoino divenne nemico del nuovo capopopolo Gennaro Annese, guida della nuova corrente rivoluzionaria stavolta decisamente antispagnola. Dopo aver perso anche il consenso degli spagnoli, fu arrestato per l'ultima volta, e il 23 dicembre 1647 fu disposta la sua incarcerazione a Malaga. Tradotto dapprima in Sardegna, morì durante il viaggio verso la Spagna a Mahón, porto dell'isola di Minorca.